# Sylvie Faucheux

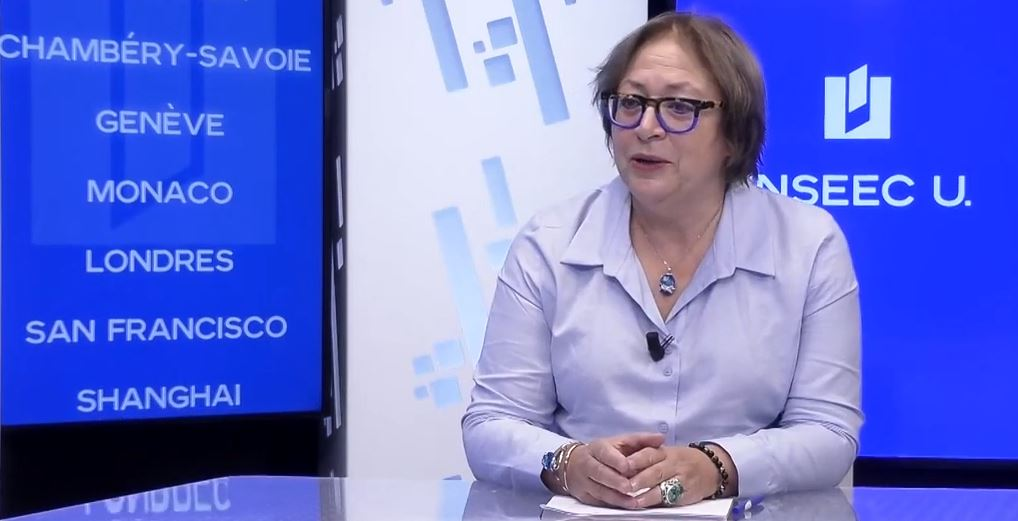
Sylvie Faucheux, 2022

Sylvie Faucheux (* 29. Mai 1960 in Paris) ist eine französische Wirtschaftswissenschaftlerin. Ihre Arbeitsschwerpunkte liegen im Bereich Umweltökonomik und nachhaltige Entwicklung.

## Werdegang, Forschung und Lehre
Faucheux studierte Wirtschaftswissenschaft und Ökonometrie an der Université Paris 1 Panthéon-Sorbonne, an der sie 1990 ihr Ph.D.-Studium erfolgreich beendete und habilitierte. Anschließend blieb sie als Senior Lecturer an der Hochschule, ehe sie 1992 zur ordentlichen Professorin berufen wurde und an die Université du Maine wechselte. 1994 folgte sie einem Ruf der Universität Versailles. Ab 2002 leitete sie als Präsidentin die Hochschule, 2009 wurde sie zudem zum „Professeur des universités classe exceptionnelle“ befördert. Zwischen 2012 und 2014 leitete sie die Académie de Dijon und war gleichzeitig Kanzerlin der Universität von Burgund. Anschließend wechselte sie als Professorin für Wirtschaftswissenschaft an das Conservatoire national des arts et métiers.
Faucheux wurde mit dem Ordre des Palmes Académiques ausgezeichnet, 2002 erstmals Ritter („Chevalier“) und zehn Jahre später erhielt sie den höchsten Rang der Komtur („Commandeur“). Zudem ist sie im Rang eines Ritters seit 2010 Mitglied der Ehrenlegion und seit 2005 Trägerin des Ordre national du Mérite. 1996 war sie Gründungsvorsitzende der  European Association for Ecological Economics, deren Geschicke sie bis 2000 leitete. Zudem war sie Mitglied in verschiedenen wirtschaftswissenschaftlichen Gremien zur Beratung politischer Entscheidungsträger hinsichtlich nachhaltiger Entwicklung und Klimawandel. Seit 2016 leitet sie das Gründerzentrum der INSEEC U., zudem ist sie die wissenschaftliche Leiterin des DEFORM-Projekts der Europäischen Kommission als Teil des Horizont 2020-Förderprogramms. Sie war Gründungsherausgeberin des Periodikums  International Journal of Sustainable Development, das 1997 erstmals erschien.